# Examen clinique

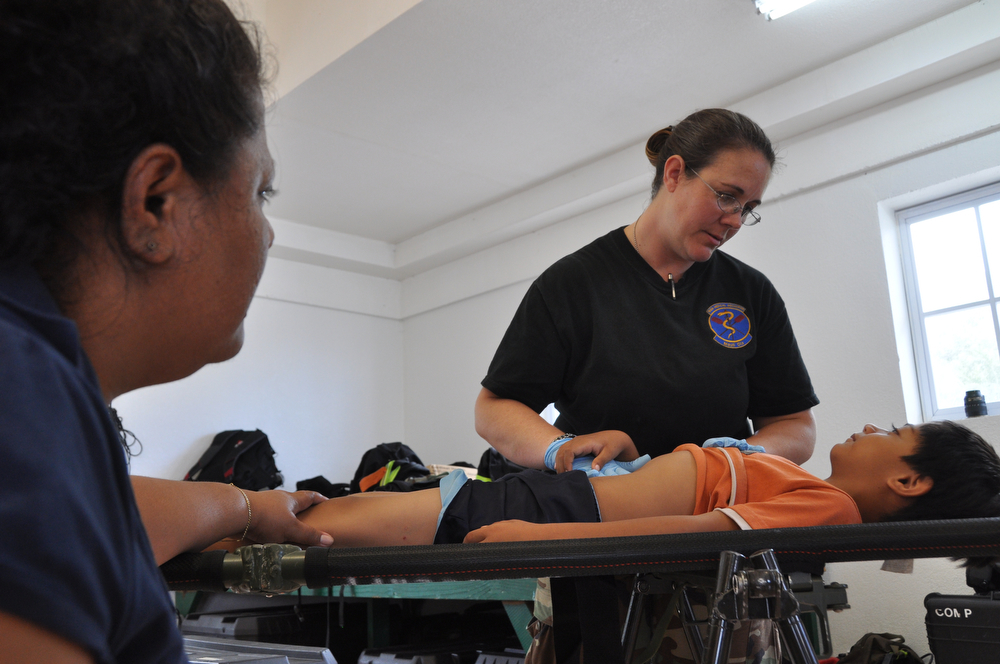
Examen clinique d'un enfant.

L'examen clinique fait partie de l'examen médical ou psychologique qui permet au médecin, kinésithérapeute ou aux infirmiers en pratique avancée de décrire l'état d'un patient, ou d'un individu examiné par un psychologue, afin d'aboutir à un diagnostic à partir de données d'observations cliniques. Le mot clinique vient du latin signifiant « alité » ou « médecine exercée près du lit du malade ».

## Description
Au niveau sémiologique, il faut distinguer examen physique et examen clinique[réf. nécessaire]. 

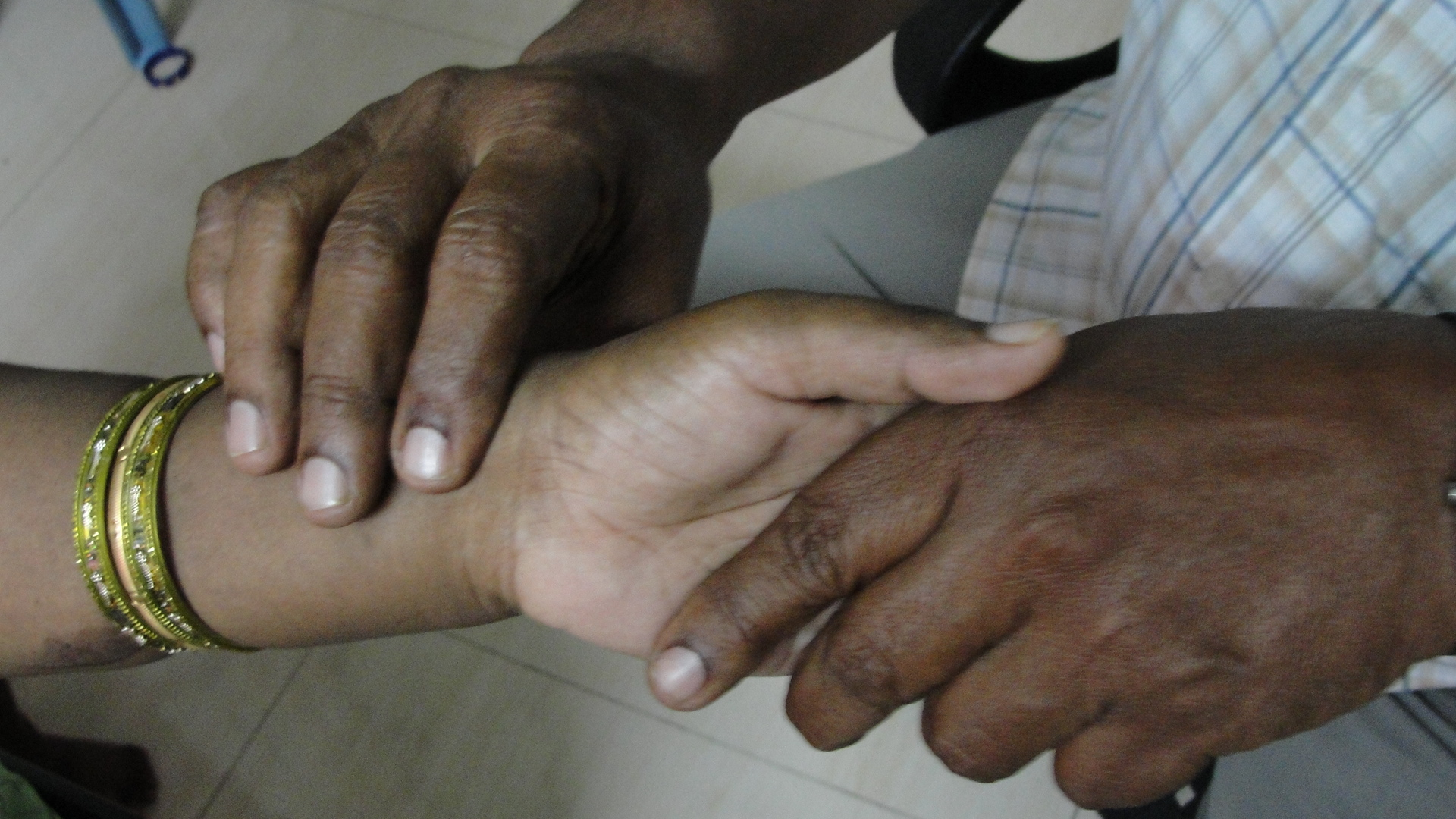
Prise du pouls.

- L'examen physique comporte les 4 moyens d'observations ; inspection, palpation, percussion et auscultation.
- L'examen clinique intègre les données obtenues lors de l'anamnèse (interrogatoire, questionnaire) et les données para-cliniques (examens complémentaires).

Cet examen comprend classiquement deux étapes : une anamnèse qui permet, par l'interrogatoire, de retracer l'histoire de la maladie, puis un examen physique à la recherche de signes physiques. Parfois, des examens médicaux complémentaires sont nécessaires si les deux étapes précédentes ne suffisent pas à l'établissement du diagnostic.
L'examen physique, avec l'interrogatoire, est la base de tout examen de santé, il ne requiert que quelques instruments et peut être réalisé au cabinet ou au lit du patient. C'est un temps indispensable, permettant un contact entre le clinicien et son patient. Il est pourtant de plus en plus délaissé dans la médecine moderne, remplacé par des examens complémentaires. Les sens du médecin étant remplacé par la technologie.
Il doit être systématique et aussi complet que possible, orienté par le motif de consultation, les symptômes signalés par le patient et retrouvés lors de l'anamnèse. Il permet, en retrouvant ou pas certains signes cliniques, d'apporter des preuves pour appuyer une hypothèse diagnostique.

## Étapes

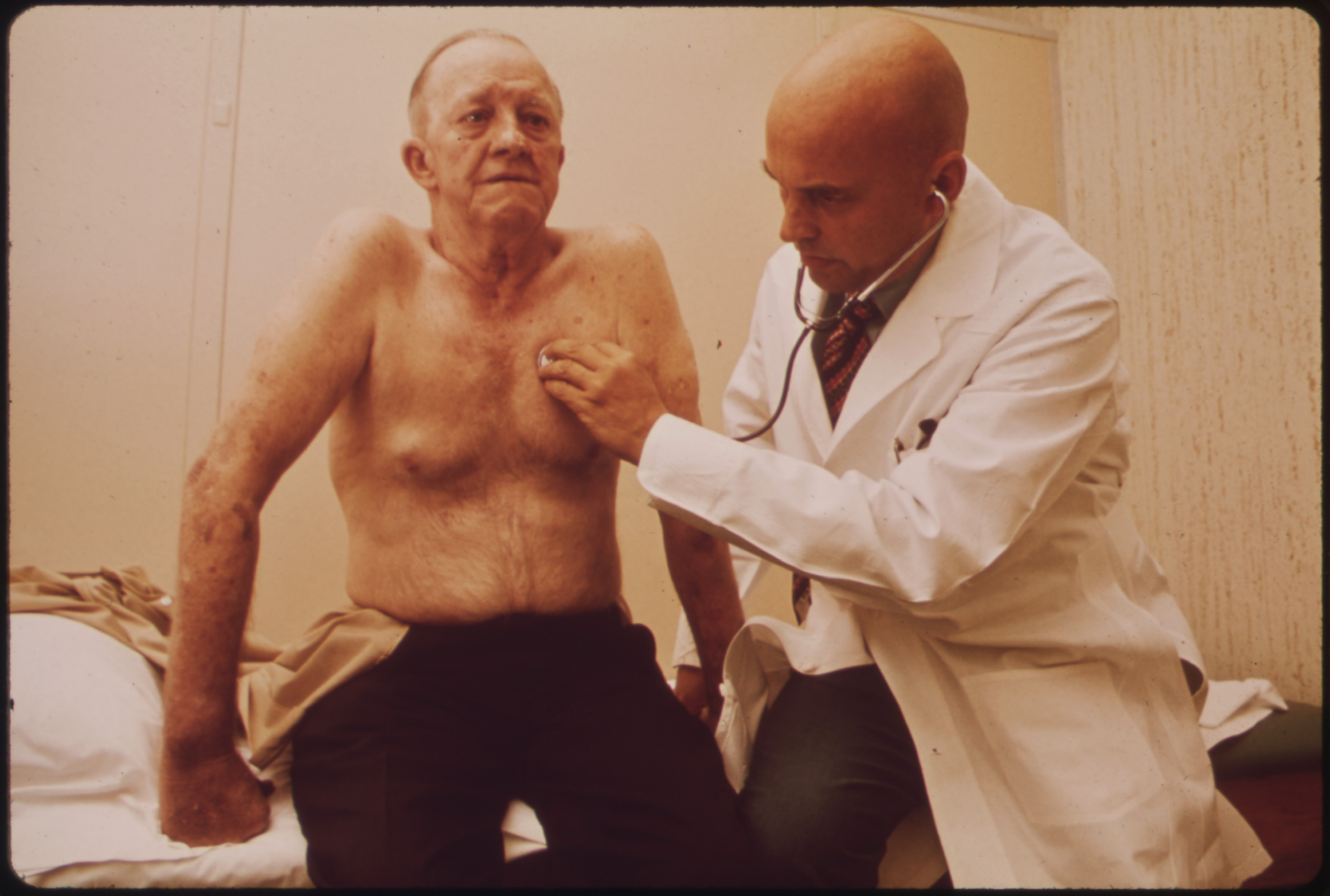
Auscultation thoracique.

L'examen physique comprend plusieurs étapes dont les quatre techniques principalement utilisées sont :
- l'inspection : le clinicien observe le patient ;
- la palpation : abdominale à la recherche de grosseurs anormales, au niveau des organes, autour des aires ganglionnaires, à la recherche des pouls périphériques… ;
- la percussion : recherche de bruits anormaux à la percussion (matité, tympanisme) ;
- l'auscultation : écoute des souffles cardio-vasculaires, des bruits du cœur, des intestins et des poumons avec un stéthoscope.

L'examen physique complet comporte :
- un examen clinique général ;
- un examen cardiaque et vasculaire ;
- un examen pulmonaire ou respiratoire ;
- un examen de l'appareil digestif ;
- un examen des os et des articulations (examen ostéo-articulaire) ;
- un examen neurologique ;
- un examen de la peau (examen dermatologique) ;
- un examen des aires ganglionnaires ;
- un examen de l'appareil urinaire ;
- un examen ORL ;
- un examen stomatologique ;
- un examen urologique ;
- un examen gynécologique chez les femmes.

## Examen clinique général
L'examen clinique général comporte notamment la détermination : 
- du poids, et son évolution dans le temps ;
- de la taille ;
- de l'indice de masse corporelle ;
- de l'état général du patient.